# 淨土濱

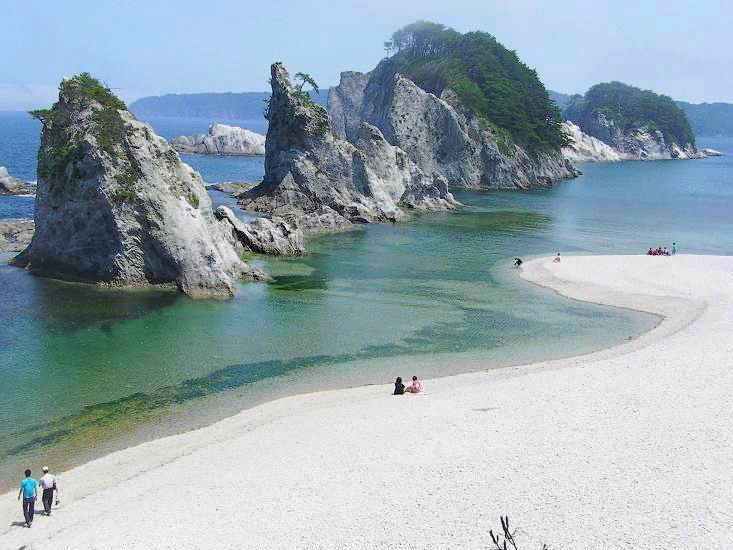
淨土濱

淨土濱（日语：浄土ヶ浜，じょうどがはま）是位於日本岩手縣宮古市的海岸，被日本政府指定為名勝，屬於三陸復興國立公園，是三陸海岸代表性景點之一。海水、白色的岩石和青松使得這裡的景觀形似天然的日本庭園。這裡的海水浴場被日本環境省選為快水浴場百選，並且也被選入日本水浴場88選、音風景100選、日本海灘百選、日本白砂青松100選。宮澤賢治也曾到訪此地。

## 畫廊

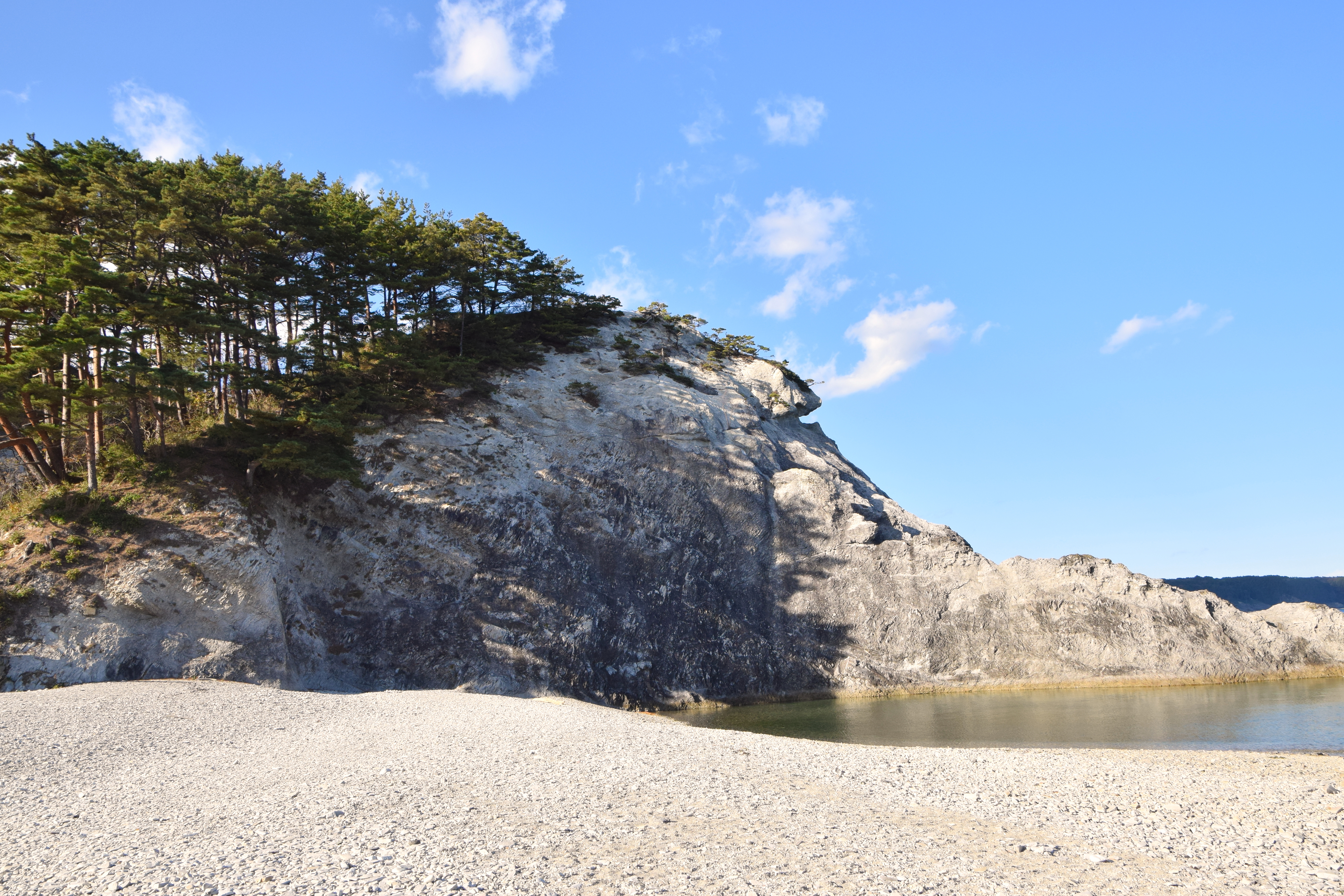
淨土濱
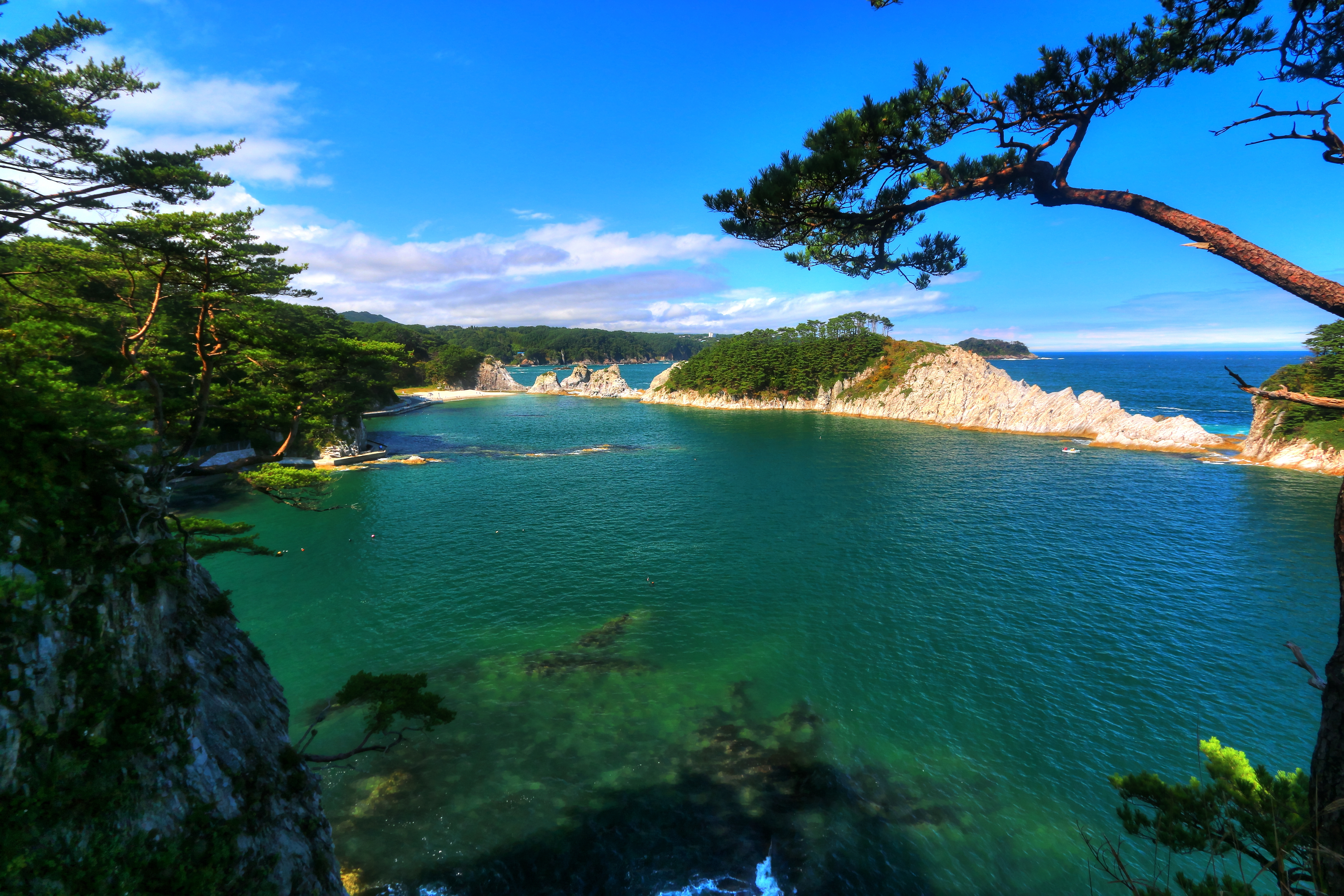
御台場展望台
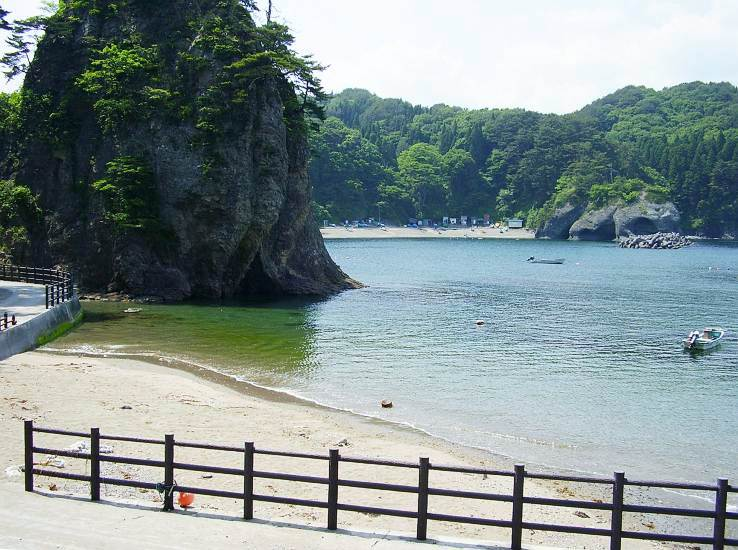
蛸之濱

## 外部連結
- 浄土ヶ浜 （页面存档备份，存于） - 宮古市
- 国指定文化財等データベース （页面存档备份，存于）